# BitTorrent DNA
BitTorrent Dna, che sta per BitTorrent Delivery Network Accelerator, è un programma creato per accelerare la visione in streaming di video, il download di file (senza o con il protocollo BitTorrent) e il gioco online. Ogni client che partecipa alla visione dello streaming diventa a sua volta server, rendendolo disponibile. Questa struttura crea un minor carico sui server, e rende i contenuti disponibili più facilmente.